# Brabus
Brabus è un'azienda tedesca che offre modifiche estetiche, componentistiche e motoristiche nel campo automobilistico. Da qualche anno presente anche in campo nautico.
Fondata nel 1977 a Bottrop, nell'ovest della Germania, da Klaus Brackmann e Bodo Buschmann (dai cui cognomi ha origine la denominazione BraBus), l'azienda ha storicamente legato il suo nome ai marchi Mercedes-Benz, Smart e Maybach, anche se, nel corso del tempo, ha modificato veicoli prodotti da altre case come, ad esempio: Porsche, Rolls-Royce, Range Rover e KTM.

## Il contesto
Insieme ad AMG, che collabora direttamente con il gruppo Mercedes-Benz dagli anni '90, Brabus rappresenta una delle più rinomate aziende specializzate nell'elaborazione dei modelli di serie prodotti da Mercedes-Benz.

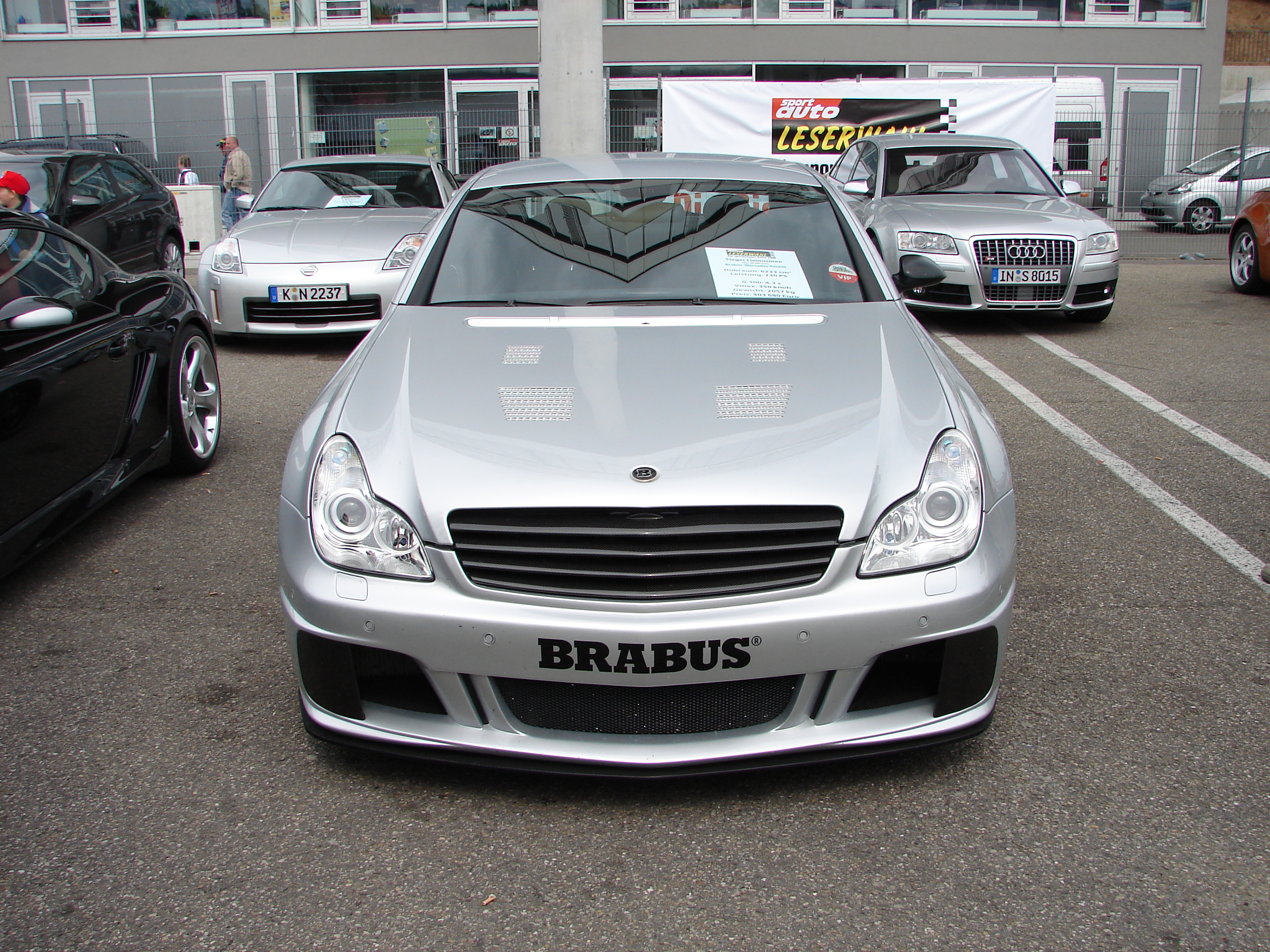
Brabus CLS V12 S Rocket

Le auto che vengono personalizzate da Brabus possono essere sia di proprietà del cliente, che le inoltra all'azienda per l'elaborazione, sia della società, che le acquista direttamente, le modifica e le mette sul mercato.
Per quel che riguarda i lavori svolti, le modifiche effettuate da Brabus riguardano principalmente la meccanica, con il potenziamento dei propulsori, l'aggiunta di nuovi differenziali da corsa, scarichi aperti, freni a disco a 12 pistoncini, rimappature della centralina e la modifica degli interni dell'abitacolo (rivestimenti, cambi, leve del freno a mano, pedali, vari elementi elettronici come LCD o impianti audio professionali).
Tuttavia, l'azienda offre anche tuning più semplici come spoiler, kit estetici, parti in fibra di carbonio e cerchi scomponibili.
Un elemento molto importante e da sottolineare è la politica di soddisfazione del cliente adottata da Brabus.
L'azienda, infatti, si pone un obiettivo chiamato one-second-WOW, secondo il quale i prodotti devono essere talmente tanto soddisfacenti che il cliente deve dimostrare la sua soddisfazione entro un secondo dopo aver visto il proprio mezzo personalizzato da Brabus.

## Record
Nel 1996 la Brabus E V12 ottenne il record mondiale di velocità per una berlina omologata per la strada con una velocità di 328,16 km/h (205,1 mph), che venne migliorato ulteriormente nel 2003 dalla Brabus E V12 Biturbo che raggiunse i 348,16 km/h (217,6 mph).
Nel 2006 il record fu ulteriormente migliorato sul circuito ad alta velocità di Nardò, in cui venne raggiunta la velocità di 360,32 km/h (225,2 mph). Il motore era basato sul W219 della Mercedes-Benz della CLS.

## Prodotti

### Brabus 190E 3.6S Leichtbau
La Leichtbau si basava sulla Mercedes-Benz 190E e fu costruita in soli due esemplari. Le testate del motore, il quale era stato elaborato per raggiungere la potenza di 272 cv e la coppia di 379 Nm, erano state ridipinte di rosso ed erano stati aggiunti nuovi sensori per il controllo della temperatura dell'olio. Quest'ultimo, veniva raffreddato con l'impiego di tre radiatori. L'accelerazione da 0 a 100 km/h in 5,9 secondi grazie anche all'alleggerimento di 130 kg dell'intero mezzo. Negli interni, al posto dei sedili posteriori, era stato inserito un roll-bar in alluminio di sicurezza.

### Brabus SV 12 Bi-Turbo
Nel 2003 la Brabus realizzò una versione potenziata della Mercedes-Benz SL600. Al suo propulsore venne aumentata la cilindrata da 5.5 a 6.3 montando un nuovo albero a gomiti, pistoni di diametro maggiore, bielle di precisione, nuovo impianto di scarico in acciaio inox, catalizzatori metallici e una rimappatura della centralina elettronica del motore. All'esterno vennero invece aggiunti nuovi elementi aerodinamici per migliorare la deportanza e la stabilità del mezzo.
Nel 2009 ne venne lanciata la versione R. Basata sulla S600 Restyling, era dotata di un propulsore 12 cilindri con 750 cv di potenza e 1310 Nm di coppia gestito da un cambio automatico a cinque rapporti. Ciò le garantiva una velocità massima di 340 km/h, con accelerazione da 0 a 100 km/h in 4 secondi. Tale risultato fu ottenuto inserendo turbocompressori e intercooler più grandi, un nuovo impianto di scarico sportivo in acciaio inox, una nuova centralina elettronica rimappata e varie componenti del motore aggiornate agli standard sportivi. Il design è stato rinnovato con l'introduzione di nuove componenti aerodinamiche e nuove prese d'aria per migliorare il raffreddamento delle componenti. Per adeguarsi alle nuove prestazioni, anche l'impianto frenante e le sospensioni furono elaborate.

### Brabus E V12
Nel 2003 venne lanciata la E V12 basata sulla Mercedes- Benz S600. Il suo propulsore V12 gestito da un cambio automatico a cinque rapporti era stato potenziato per raggiungere la potenza di 640 cv con 1040 Nm di coppia. Per adeguarsi alla nuova potenza, gli pneumatici di serie vennero sostituiti con dei modelli sportivi realizzati dalla Michelin. L'impianto frenante era costituito da quattro freni a disco ventilati abbinati ad un sistema ABS. La carrozzeria venne aggiornata con un nuovo body kit aerodinamico. Gli interni erano realizzati con inserti in carbonio, pelle e Alcantara.
Nel 2009 ne venne distribuita la versione One of Ten. Basata sulla Mercedes-Benz Classe E, era dotata di un propulsore V12 6.3 da 800 cv di potenza con coppia di 1420 Nm gestito da un cambio automatico a cinque velocità. Ciò permetteva un'accelerazione da 0 a 100 km/h in 3,7 secondi con velocità massima di 370 km/h. L'intero apparato meccanico del motore era stato aggiornato, così come l'impianto frenante, le sospensioni, l'aerodinamica e gli impianti di raffreddamento.
Un anno dopo fu presentata la versione Coupé.

### Brabus SV 12 S Biturbo
Basandosi sulla nuova serie della Mercedes-Benz S600, la Brabus realizzò il proprio modello SV 12 S Biturbo nel 2005. Il propulsore V12 che la equipaggiava era stato potenziato portando la sua potenza a 580 cv, con coppia di 1100 Nm. Ciò fu possibile con l'introduzione di un nuovo impianto di scarico sportivo con terminali in acciaio inox, di nuovi turbocompressori, di nuovi intercooler e di una nuova centralina elettronica rimappata. La gestione del motore avveniva tramite un cambio automatico a cinque rapporti. L'esterno del mezzo era stato aggiornato con nuovi elementi aerodinamici e anche gli interni furono rielaborati. Basandosi sulla CL600 è stata invece realizzata la versione Coupé della Biturbo.
Nel 2010 venne costruita la SV 12 R. Rispetto alla versione S, questa era dotata di un propulsore V12 che erogava la potenza di 800 cv con 1420 Nm di coppia. Ciò permetteva il raggiungimento di una velocità massima di 350 km/h limitata elettronicamente, con accelerazione da 0 a 100 km/h in 3,9 secondi. Il raggiungimento di tali prestazioni era stato ottenuto montando nuovi turbocompressori abbinati a quattro intercooler, una nuova centralina elettronica rimappata e un nuovo sistema di scarico dotato di quattro terminali. La carrozzeria era stata elaborata con un nuovo body kit aerodinamico in carbonio e furono aggiunte nuove prese d'aria per la refrigerazione delle componenti meccaniche. Impianto frenante, sospensioni, pneumatici e cerchioni di serie vennero sostituiti con modelli ad alte prestazioni per sopperire alle nuove prestazioni della vettura.

### Brabus SLR McLaren
Dopo l'immissione sul mercato automobilistico della Mercedes-Benz SLR McLaren, la Brabus ne realizzò una propria versione. La maneggevolezza del veicolo venne migliorata con l'introduzione di un nuovo differenziale autobloccante, mentre il propulsore AMG V8 venne potenziato a 660 cv, permettendo così al mezzo di accelerare da 0 a 100 km/h in 3,6 secondi, con velocità massima di 340 km/h. Dal momento che era stato utilizzato un sistema di scarico non omologato per l'impiego stradale, la Brabus SLR poteva essere guidata soltanto nei circuiti. Della carrozzeria vennero sostituiti diversi componenti, come lo spoiler e il diffusore posteriori, con delle parti in carbonio per contenere il peso. Anche i cerchi di serie vennero cambiati con dei modelli sportivi. Gli interni erano realizzati in pelle e Alcantara. Nel 2007 ne è stata realizzata anche una versione Roadster.

### Brabus CLS Rocket
La Rocket presentata presso il salone automobilistico di Francoforte del 2005 era basata sulla Mercedes-Benz CLS, ma traeva il proprio propulsore dalla SL 600. Tale motore, gestito da un cambio automatico a cinque rapporti con differenziale autobloccante, era stato equipaggiato con nuovi turbocompressori, nuovi intercooler, un nuovo impianto di scarico con terminali in acciaio inox, un nuovo albero motore, nuovi pistoni forgiati, nuovo alesaggio e una nuova rimappatura della centralina elettronica. Tutto ciò permetteva la produzione di una potenza di 730 cv con 1300 Nm di coppia. Per adeguare la maneggevolezza del mezzo alle nuove prestazioni, le sospensioni di serie erano state sostituite con dei pezzi sportivi. Gli interni erano in pelle e Alcantara.

### Brabus Ultimate 112

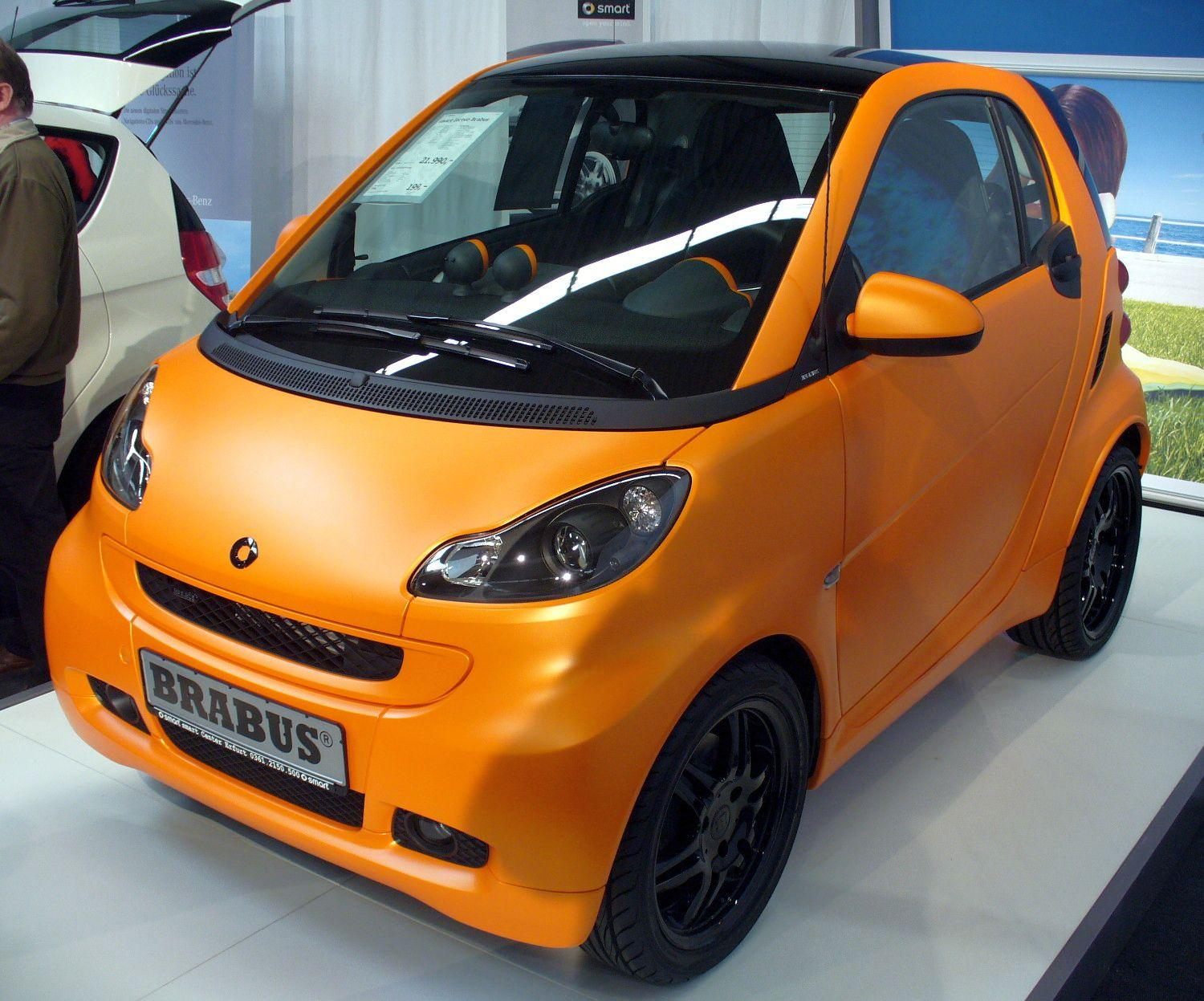
La Ultimate 112 Smart

Basandosi sulla Smart Fortwo, la Brabus realizzò nel 2007 la Ultimate 112. L'esterno venne modificato con l'aggiunta di un nuovo body kit e di nuovi cerchi sportivi Brabus Monoblock VI. Le sospensioni vennero irrigidite per migliorare la manovrabilità, mentre il propulsore venne elaborato per raggiungere una potenza di 112 cv con 150 Nm di coppia. Ciò le permetteva un'accelerazione da 0 a 100 km/h in 8,9 secondi, con velocità massima di 170 km/h. Tale risultato venne raggiunto introducendo un nuovo impianto di scarico sportivo con terminali doppi in acciaio inox. Gli interni vennero realizzati usando pelle e Alcantara.

### Brabus Bullit
La Bullit presentata presso il salone automobilistico di Francoforte del 2007 aveva come base la Mercedes Classe C. Il propulsore che la equipaggiava era il medesimo 6.3 montato sulla SV12 S Biturbo. Per adattarsi al nuovo motore, vennero sistemate sulla vettura delle nuove prese d'aria e un nuovo impianto di scarico sportivo. Stesse modifiche vennero apportate ai turbocompressori e agli intercooler. Per la gestione del motore venne installato un cambio automatico a cinque rapporti. L'accelerazione da 0 a 100 km/h avveniva in 3,9 secondi, con velocità massima di 360 km/h. Per adeguarsi alle nuove prestazioni, sospensioni e impianto frenante vennero potenziati e sostituiti con nuovi pezzi sportivi. L'aerodinamica venne anch'essa migliorata con l'aggiunta di un nuovo body kit. Gli pneumatici di serie vennero sostituiti da gomme sportive Yokohama ADVAN che avvolgevano cerchi da corsa Brabus Monoblock. Un anno dopo ne fu costruita la versione Black Arrow, la cui particolarità risiedeva nel colore della carrozzeria nero opaco.

### Brabus Tesla Roadster
Presso il salone automobilistico di Essen del 2008, la Brabus presentò una versione elaborata della Tesla Roadster. Essa si poneva come la prima vettura sportiva elettrica elaborata del mondo e nacque da una collaborazione tra le due case. In particolare, venne inserito un sistema che faceva riprodurre al propulsore elettrico, solitamente silenzioso, il rumore generato da tre tipi diversi di motori, tra cui un V8. Gli pneumatici vennero sostituiti con delle nuove versioni sportiva, mentre la carrozzeria fu aggiornata con un body kit in fibra di carbonio.

### Brabus GLK V12
Basandosi sulla Mercedes-Benz GLK, i progettisti tedeschi svilupparono una propria versione del mezzo. Come propulsore venne montato un V12 derivato dalla Mercedes-Benz S65 AMG ed elaborato per produrre 750 cv di potenza e 1350 Nm di coppia. Ciò permetteva una accelerazione da 0 a 100 km/h in 4,2 secondi, con velocità massima di 322 km/h.

### Brabus 800 E V12 Cabriolet
Nel luglio del 2011, la Brabus propose una versione potenziata della Mercedes-Benz W212 Cabriolet. Questa vettura, denominata Brabus 800 E V12 Cabriolet, monta un propulsore V12 derivato dalla Mercedes Classe S 5.5 da 6,3 litri a cui è stato aggiunto un doppio turbocompressore e un nuovo terminale di scarico. Questa configurazione permette di sviluppare 800 cv di potenza a 1100 Nm. Con questa configurazione, la vettura raggiunge i 370 km/h con un'accelerazione da 0 a 100 km/h in 3,3 secondi.

### Brabus Rocket 800

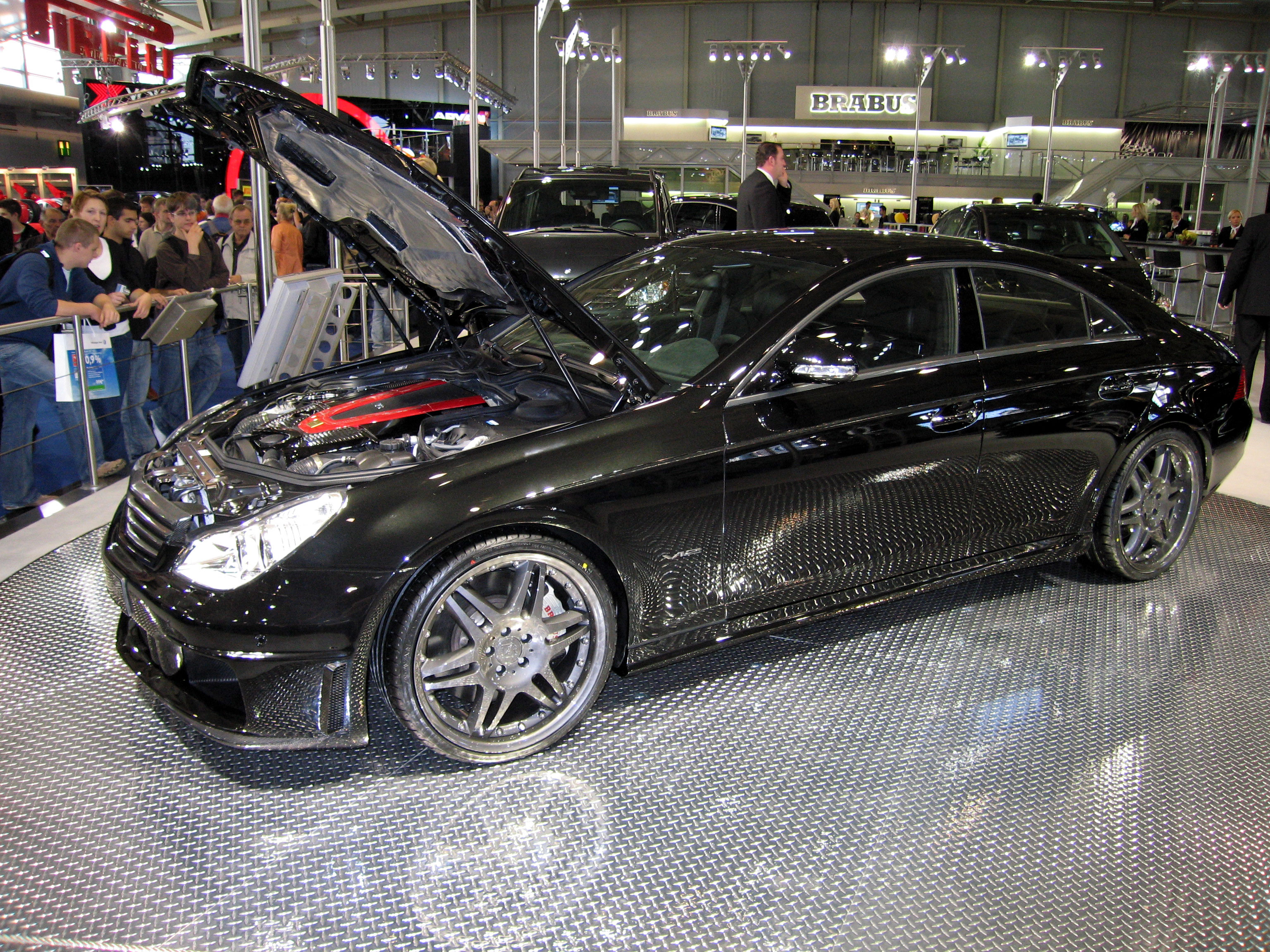
La Brabus Rocket 800

Nel settembre 2011, la Brabus ha proposto una propria versione della Mercedes-Benz CLS, denominata Rocket 800. Meccanicamente, il motore di serie è stato sostituito con un V12 biturbo 6.3 litri da 800 cavalli e 1.000 Nm di coppia massima limitata elettronicamente. Tale potenza è stata ottenuta grazie all'introduzione di 4 intercooler e alla modifica di vari elementi come i pistoni e l'albero motore. Inoltre, essa viene gestita da un cambio AMG Speedshift MCT a sette marce abbinata al differenziale posteriore. L'accelerazione da 0 a 100 km/h viene compiuta in 3,9 secondi, con una punta massima di 370 km/h e un consumo medio di 15,7 litri per 100 km.

### Brabus CL V12 800 Coupe
Presso il salone di Dubai del 2011, la Brabus ha presentato la CL V12 800 Coupe basata sulla Mercedes-Benz CL600. La vettura è dotata di un propulsore biturbo che eroga 800 cavalli a 5.500 giri/minuto. Con questa configurazione, il motore spinge la vettura da 0 a 100 km/h in 3,9 secondi, con una velocità massima autolimitata di 350 km/h.

### Brabus SLS 700 Biturbo Roadster
Presso il salone automobilistico di Essen del 2011, la Brabus ha presentato una propria versione della Mercedes-Benz SLS AMG denominata 700 Biturbo Roadster. Meccanicamente la vettura presenta un nuovo sistema biturbo che permette di erogare 700 cavalli a 6.600 giri e 850 Nm di coppia a 4.300 giri. Ciò spinge l'auto ad una velocità di 340 km/h. Esteticamente presenta un nuovo paraurti anteriore con parti in fibra di carbonio, minigonne laterali, diffusore posteriore con quattro tubi di scarico e cerchi da 20 pollici..

### Brabus 700 Biturbo

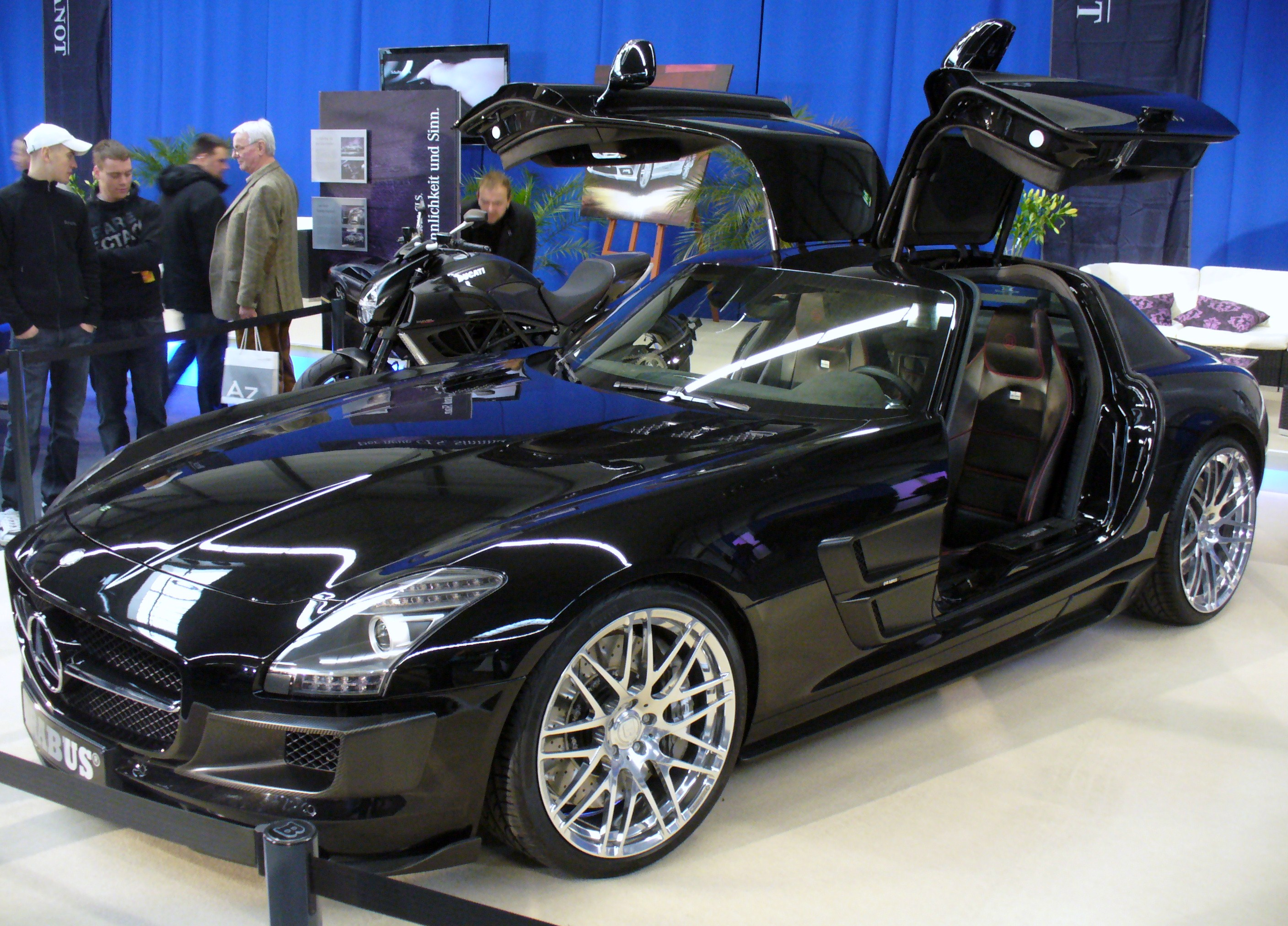
La Brabus SLS AMG

Dopo il lancio della Mercedes-Benz SLS AMG, la Brabus provvide a realizzarne una propria versione potenziata denominata 700 Biturbo. Il suo propulsore V8 venne elaborato fino a fargli erogate 700 cv di potenza con 850 Nm di coppia. Tale risultato venne raggiunto installando nel motore due nuovi turbocompressori, due nuovi collettori di scarico, un nuovo intercooler maggiorato, nuovi pistoni forgiati, una nuova centralina elettronica rimappata e un nuovo impianto di scarico sportivo con terminali in acciaio inox. Ciò permetteva il raggiungimento di una velocità massima di 340 km/h con accelerazione da 0a 100 km/h in 3,7 secondi grazie alla gestione di un cambio a sette marce SPEEDSHIFT DCT. La carrozzeria venne aggiornato con un nuovo body kit in carbonio sviluppato appositamente in galleria del vento e, per adattarsi alle nuove prestazioni, l'impianto frenante, le sospensioni, gli pneumatici e i cerchi di serie vennero sostituiti con modelli costruiti specificatamente per le competizioni.

### Brabus Stealth TS65 RS
Per richiesta di un acquirente degli Emirati Arabi uniti, il tuner tedesco costruì un modello potenziato della Mercedes-Benz SL65 AMG Black Series. Denominata Stealth TS65 RS, era equipaggiata con un propulsore V12 Biturbo 6.0 dalla potenza di 800 cv ottenuta dall'installazione di 4 nuovi intercooler, di una nuova turbina ed un aggiornamento della centralina accompagnato da un sistema di scarico completamente ridisegnato.

### Brabus Bullit Coupe 800
Nel 2012 la Brabus ha presentato la propria versione della Mercedes-Benz Classe C, denominata Bullit Coupe 800. Meccanicamente presenta un propulsore V12 biturbo derivato dalla Classe S da 800 cv e 1100 Nm. Esso permette alla vettura di accelerare da 0 a 100 km/h in 3,7 secondi, con una punta massima di 370 km/h.

### Brabus Widestar 800

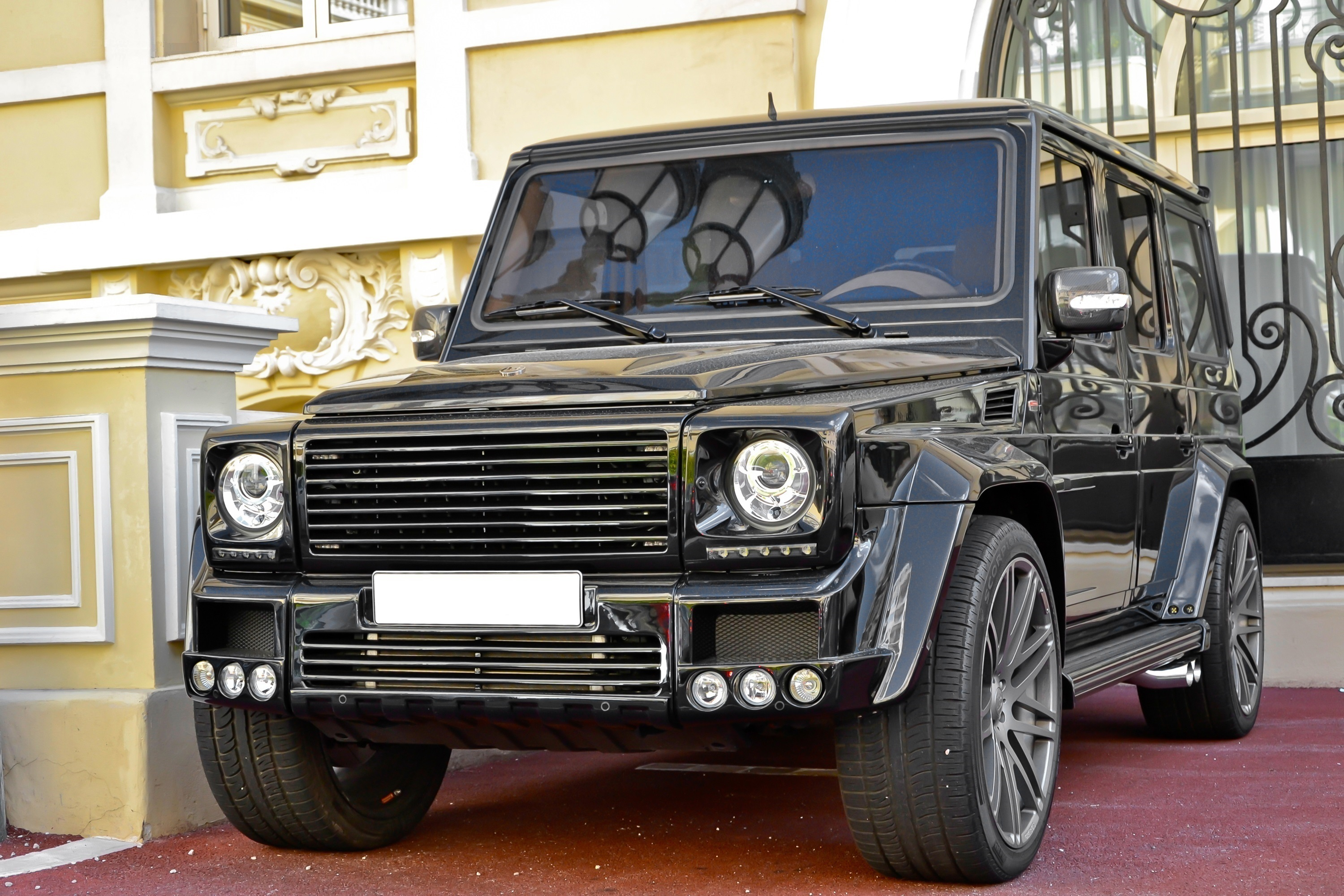
Il Brabus Widestar 800

Nel 2013 l'azienda tedesca realizzò una versione ad alte prestazioni della Mercedes-Benz G65 AMG. Il propulsore V12 che equipaggiava il fuoristrada venne elaborato per produrre una potenza di 800 cv con coppia di 1400 Nm. Ciò permetteva al mezzo di accelerare da 0 a 100 km/h in 4,2 secondi, con velocità massima autolimitata elettronicamente a 259 km/h. Le sospensioni vennero modificate con l'introduzione del sistema elettronico di gestione BRC (Brabus Ride Controll) per adattarsi alle nuove prestazioni della Widestar e vennero introdotte numerose componenti in carbonio per limitare il peso complessivo. Nella sezione posteriore venne inserito un nuovo impianto di scarico sportivo in acciaio inox, mentre l'intero corpo vettura è stato aggiornato con un nuovo body kit che comprendeva numerose prese d'aria per il raffreddamento delle componenti meccaniche del 4x4.

### Brabus SL65 AMG
Nel febbraio 2013 la Brabus ha proposto una propria versione della Mercedes-Benz SL65 AMG. Il propulsore V12 6.0 litri bi-turbo ha ricevuto potenziamenti che hanno fatto elevare la potenza a 800 cv con 1500 Nm di coppia. La vettura passa da 0 a 100 km/h in 3,7s, con una punta massima di 350 km/h. L'assetto è stato irrigidito con l'impiego di nuove sospensioni coadiuvate da un nuovo e sofisticato differenziale autobloccante. Inoltre, la maneggevolezza è stata migliorata con l'inserimento di cerchi in lega da 20' avvolti in pneumatici ad alte prestazioni. Aerodinamicamente, sono stati applicati nuovi paraurti, splitter anteriore in carbonio dalla forma quadrangolare, minigonne laterali, un nuovo cofano motore che ingloba un grande sfogo d'aria e un estrattore d'aria.

### Brabus CLS 63 AMG
Nel marzo del 2013 la Brabus ha presentato una propria versione della Mercedes-Benz CLS 63 AMG. Esteticamente, la vettura presenta cerchi da 20 pollici, un nuovo splitter anteriore, un nuovo estrattore posteriore e un sistema di scarico con quattro terminali. Meccanicamente il propulsore V8 5,5 litri biturbo ha ricevuto una rimappatura della centralina elettronica e l'aggiunta di turbine Brabus per una pressione del turbo superiore e di un ulteriore intercooler per raffreddare il tutto. Ciò permette l'erogazione di una potenza di 730 cv, con un'accelerazione da 0 a 100 km/h in 3,8 secondi e una velocità massima di 350 km/h.

### Brabus 850 6.0 Biturbo iBusiness
Presso il salone automobilistico di Ginevra del 2013, la Brabus ha presentato un'elaborazione della Mercedes-Benz S63 AMG. La "i" posta prima della parola Business indica parte della dotazione tecnologica della vettura, composta da un iPad Mini, un iPod Touch, un Mac Mini e un Apple TV. Gli interni sono interamente realizzati in pelle. Il propulsore 6.0 biturbo, potenziato con pistoni forgiati e filtro dell'aria maggiorato, è in grado di produrre una potenza di 850 cv con coppia di 1500 Nm. Ciò fa accelerare la vettura da 0 a 100 km/h in 3,5 secondi, con velocità massima di 350 km/h. Per supportare l'incremento di prestazioni, l'aerodinamica è stata migliorata con un body kit e i freni di serie sono stati sostituiti con modelli carboceramici posti dietro pneumatici da 21 pollici.

### Brabus B63S-700 Widestar
Nel 2013 il dipartimento di polizia di Dubai ha ricevuto dalla Brabus una versione potenziata del Mercedes-Benz G63 AMG denominata B63S-700 Widestar. Oltre alla dotazione standard prevista per le autopattuglie, la Widestar è equipaggiata con un propulsore V8 biturbo 5.5 che eroga 700 cv e 960 Nm di coppia. Così configurata, la vettura può accelerare da 0 a 100 km/h in 4,9 secondi, con velocità massima di 240 km/h. Sono stati inoltre inseriti cerchi in lega da 23 pollici, scarichi sportivi e nuove sospensioni.

### Brabus B63S - 700 6x6
Con la realizzazione del Mercedes G63 AMG 6x6, la Brabus propose la costruzione di una sua versione ad alte prestazioni. Il propulsore 5.5 V8 Biturbo venne potenziato adottando due turbocompressori maggiorati e un nuovo impianto di scarico sportivo fino ad ottenere una potenza di 700 cv, la quale gli permetteva un'accelerazione da 0 a 100 km/h in 7,4 secondi, con velocità massima di 160 km/h. Molti elementi del mezzo vennero sostituiti con pezzi in fibra di carbonio per contenere il peso complessivo.

### Brabus SL 63 AMG 850
Nel 2014 è stata presentata un'elaborazione della Mercedes-Benz SL 63 AMG. Denominata 850, esteticamente presenta un nuovo body-kit studiato per migliorare l'aerodinamicità della vettura alle alte velocità. Nella sezione anteriore è stato inserito un nuovo fascione paraurti che integra uno splitter in carbonio. Dello stesso materiale è composto il cofano motore, il quale è stato dotato di una nuova presa d'aria maggiorata per migliorare l'aerazione e il raffreddamento del propulsore. Quest'ultimo è un V8 5.5 twin-turbo rivestito da una capsula di carbonio. Rispetto all'unità di serie che eroga 537 cv, questo garantisce 850 cv di potenza, con coppia aumentata da 800 a 1450 Nm. A causa di questo incremento prestazionali l'impianto frenante è stato maggiorato e l'assetto irrigidito. Nella parte posteriore dell'auto è stato montato un nuovo estrattore in carbonio in cui è inserito lo scarico composto da quattro terminali sportivi di forma triangolare. Ai lati sono invece presenti delle nuove minigonne. I cerchi di serie sono stati sostituiti da modelli in lega da 20 pollici inseriti in pneumatici ad alte prestazioni. Gli interni sono in pelle Nappa con inserti in carbonio.

### Brabus Classe A 45 AMG
Basandosi sulla Mercedes-Benz A45 AMG, la Brabus ha sviluppato nel 2014 una propria versione. Quest'ultima era dotata di diverse modifiche aerodinamiche come un nuovo spoiler posteriore, un nuovo paraurti anteriore con splitter maggiorato, cerchi in lega e assetto ribassato. Era stato modificato anche il motore ricalibrandone l'elettronica per ottenere una potenza di 400 cv. Per questo motivo è stato necessario impiantare anche un nuovo impianto frenante maggiorato che facesse fronte alle nuove prestazioni del mezzo. L'accelerazione da 0 a 100 km/h avveniva in 4,2 secondi.

### Rolls-Royce Ghost
- Brabus 700 (Rolls-Royce Ghost) seconda generazione con 6.75 litri V12

### Porsche
- Brabus 820[37] (Porsche 911 Turbo S)
- Brabus Porsche Taycan Turbo S[38]

### KTM
- Brabus 1300R
- Brabus 1300R Edition23[39]

### Range Rover
- Brabus 600 (P530)

Basata sul Range Rover P530